# Modifiche territoriali e amministrative dei comuni dell'Abruzzo
Questa pagina riassume tutte le modifiche territoriali ed amministrative dei comuni abruzzesi dall'Unità ad oggi.
| Cod. Belfiore | Comune                             | Provincia    | Anno | Evento                          | Comune                             | Provincia    |
| ------------- | ---------------------------------- | ------------ | ---- | ------------------------------- | ---------------------------------- | ------------ |
| A008          | Abbateggio                         | CH           | 1927 | Cambia Provincia a              |                                    | PE           |
| A008          | Abbateggio                         | PE           | 1929 | Aggregato al Com. di            | San Valentino in Abruzzo Citeriore | PE           |
| A008          | Abbateggio                         | PE           | 1947 | Ristaccato dal Com. di          | San Valentino in Abruzzo Citeriore | PE           |
| A019          | Accumoli                           | AQ           | 1927 | Cambia Provincia e Regione a    |                                    | RI Lazio     |
| A050          | Acquaviva Collecroce               | CB           | 1964 | Cambia Regione a                |                                    | CB Molise    |
| A051          | Acquaviva d'Isernia                | CB           | 1928 | Aggregato al Com. di            | Forlì del Sannio                   | CB           |
| A051          | Acquaviva d'Isernia                | CB           | 1946 | Ristaccato dal Com. di          | Forlì del Sannio                   | CB           |
| A051          | Acquaviva d'Isernia                | CB           | 1964 | Cambia Regione a                |                                    | CB Molise    |
| A080          | Agnone                             | CB           | 1964 | Cambia Regione a                |                                    | CB Molise    |
| A120          | Alanno                             | TE           | 1927 | Cambia Provincia a              |                                    | PE           |
| A125          | Alba Adriatica                     | TE           | 1956 | Staccato dal Com. di            | Tortoreto                          | TE           |
| A258          | Amatrice                           | AQ           | 1927 | Cambia Provincia e Regione a    |                                    | RI Lazio     |
| A315          | Antrodoco                          | AQ           | 1927 | Cambia Provincia e Regione a    |                                    | RI Lazio     |
| A318          | Anversa                            | AQ           | 1926 | Cambia denominazione in         | Anversa degli Abruzzi              | AQ           |
| A345          | Aquila                             | AQ           | 1863 | Cambia denominazione in         | Aquila degli Abruzzi               | AQ           |
| A345          | Aquila degli Abruzzi               | AQ           | 1939 | Cambia denominazione in         | L'Aquila                           | AQ           |
| A406          | Arischia                           | AQ           | 1927 | Aggregato al Com. di            | L'Aquila                           | AQ           |
| A445          | Bacucco                            | TE           | 1905 | Cambia denominazione in         | Arsita                             | TE           |
| A563          | Bagno                              | AQ           | 1927 | Aggregato al Com. di            | L'Aquila                           | AQ           |
| A567          | Bagnoli                            | CB           | 1863 | Cambia denominazione in         | Bagnoli del Trigno                 | CB           |
| A567          | Bagnoli del Trigno                 | CB           | 1964 | Cambia Regione                  |                                    | CB Molise    |
| A616          | Baranello                          | CB           | 1964 | Cambia Regione                  |                                    | CB Molise    |
| A696          | Baselice                           | CB           | 1861 | Cambia Provincia e Regione a    |                                    | BN Campania  |
| A761          | Belmonte                           | CB           | 1863 | Cambia denominazione in         | Belmonte del Sannio                | CB           |
| A761          | Belmonte del Sannio                | CB           | 1928 | Aggregato al Com. di            | Agnone                             | CB           |
| A761          | Belmonte del Sannio                | CB           | 1934 | Ristaccato dal Com. di          | Agnone                             | CB           |
| A761          | Belmonte del Sannio                | CB           | 1964 | Cambia Regione                  |                                    | CB Molise    |
| A930          | Bojano                             | CB           | 1964 | Cambia Regione                  |                                    | CB Molise    |
| A945          | Bolognano                          | CH           | 1927 | Cambia Provincia a              |                                    | PE           |
| A971          | Bonefro                            | CB           | 1964 | Cambia Regione                  |                                    | CB Molise    |
| A981          | Borbona                            | AQ           | 1927 | Cambia Provincia e Regione a    |                                    | RI Lazio     |
| A996          | Borghetto                          | AQ           | 1863 | Cambia denominazione in         | Borgo Velino                       | AQ           |
| A996          | Borgo Velino                       | AQ           | 1927 | Cambia Provincia e Regione a    |                                    | RI Lazio     |
| B008          | Borgocollefegato                   | AQ           | 1927 | Cambia Provincia e Regione a    |                                    | RI Lazio     |
| B193          | Brittoli                           | TE           | 1927 | Cambia Provincia a              |                                    | PE           |
| B268          | Buonanotte                         | CH           | 1928 | Aggregato al Com. di            | Villa Santa Maria                  | CH           |
| B268          | Buonanotte                         | CH           | 1947 | Ristaccato dal Com. di          | Villa Santa Maria                  | CH           |
| B268          | Buonanotte                         | CH           | 1969 | Cambia denominazione in         | Montebello sul Sangro              | CH           |
| B294          | Bussi                              | AQ           | 1889 | Cambia denominazione in         | Bussi sul Tirino                   | AQ           |
| B294          | Bussi sul Tirino                   | AQ           | 1927 | Cambia Provincia a              |                                    | PE           |
| B295          | Busso                              | CB           | 1964 | Cambia Regione                  |                                    | CB Molise    |
| B317          | Caccavone                          | CB           | 1922 | Cambia denominazione in         | Poggio Sannita                     | CB           |
| B317          | Poggio Sannita                     | CB           | 1964 | Cambia Regione                  |                                    | CB Molise    |
| B358          | Cagnano                            | AQ           | 1864 | Cambia denominazione in         | Cagnano Amiterno                   | AQ           |
| B458          | Camarda                            | AQ           | 1927 | Aggregato al Com. di            | L'Aquila                           | AQ           |
| B466          | Cameli                             | CB           | 1896 | Cambia denominazione in         | Sant'Elena Sannita                 | CB           |
| B466          | Sant'Elena Sannita                 | CB           | 1964 | Cambia Regione                  |                                    | CB Molise    |
| B519          | Campobasso                         | CB           | 1964 | Cambia Regione                  |                                    | CB Molise    |
| B522          | Campochiaro                        | CB           | 1964 | Cambia Regione                  |                                    | CB Molise    |
| B528          | Campodipietra                      | CB           | 1964 | Cambia Regione                  |                                    | CB Molise    |
| B541          | Campolattaro                       | CB           | 1861 | Cambia Provincia e Regione a    |                                    | BN Campania  |
| B544          | Campolieto                         | CB           | 1964 | Cambia Regione                  |                                    | CB Molise    |
| B550          | Campomarino                        | CB           | 1964 | Cambia Regione                  |                                    | CB Molise    |
| B620          | Canosa                             | CH           | 1864 | Cambia denominazione in         | Canosa Sannita                     | CH           |
| B624          | Cansano                            | AQ           | 1904 | Staccato dal Com. di            | Campo di Giove                     | AQ           |
| B627          | Cantalice                          | AQ           | 1927 | Cambia Provincia e Regione a    |                                    | RI Lazio     |
| B630          | Cantalupo                          | CB           | 1864 | Cambia denominazione in         | Cantalupo nel Sannio               | CB           |
| B630          | Cantalupo nel Sannio               | CB           | 1964 | Cambia Regione                  |                                    | CB Molise    |
| B681          | Cappelle                           | TE           | 1904 | Staccato dal Com. di            | Montesilvano                       | TE           |
| B681          | Cappelle                           | TE           | 1912 | Cambia denominazione in         | Cappelle sul Tavo                  | TE           |
| B681          | Cappelle sul Tavo                  | TE           | 1927 | Cambia Provincia a              |                                    | PE           |
| B682          | Capracotta                         | CB           | 1964 | Cambia Regione                  |                                    | CB Molise    |
| B704          | Capriati a Volturno                | TdL Campania | 1927 | Cambia Provincia e Regione a    |                                    | CB           |
| B704          | Capriati a Volturno                | CB           | 1945 | Cambia Provincia e Regione a    |                                    | CE Campania  |
| B722          | Caramanico                         | CH           | 1927 | Cambia Provincia a              |                                    | PE           |
| B722          | Caramanico                         | PE           | 1960 | Cambia denominazione in         | Caramanico Terme                   | PE           |
| B725          | Carapelle                          | AQ           | 1874 | Cambia denominazione in         | Carapelle Calvisio                 | AQ           |
| B810          | Carovilli                          | CB           | 1964 | Cambia Regione                  |                                    | CB Molise    |
| B826          | Carpineto                          | CH           | 1863 | Cambia denominazione in         | Carpineto Sinello                  | CH           |
| B827          | Carpineto                          | TE           | 1863 | Cambia denominazione in         | Carpineto della Nora               | TE           |
| B827          | Carpineto della Nora               | TE           | 1927 | Cambia Provincia a              |                                    | PE           |
| B830          | Carpinone                          | CB           | 1964 | Cambia Regione                  |                                    | CB Molise    |
| B858          | Casacalenda                        | CB           | 1964 | Cambia Regione                  |                                    | CB Molise    |
| B871          | Casalciprano                       | CB           | 1964 | Cambia Regione                  |                                    | CB Molise    |
| B873          | Casalduni                          | CB           | 1861 | Cambia Provincia e Regione a    |                                    | BN Campania  |
| C040          | Castagna                           | TE           | 1863 | Cambia denominazione in         | Castel Castagna                    | TE           |
| C066          | Castelbottaccio                    | CB           | 1964 | Cambia Regione                  |                                    | CB Molise    |
| C082          | Castel del Giudice                 | CB           | 1964 | Cambia Regione                  |                                    | CB Molise    |
| C114          | Castelnuovo                        | CH           | 1863 | Cambia denominazione in         | Castel Trentano                    | CH           |
| C114          | Castel Trentano                    | CH           | 1864 | Cambia denominazione in         | Castel Frentano                    | CH           |
| C132          | Castellammare                      | TE           | 1863 | Cambia denominazione in         | Castellammare Adriatico            | TE           |
| C132          | Castellammare Adriatico            | TE           | 1927 | Cambia Provincia a              |                                    | PE           |
| C132          | Castellammare Adriatico            | PE           | 1927 | Aggregato al Com. di            | Pescara                            | PE           |
| C175          | Castellino                         | CB           | 1863 | Cambia denominazione in         | Castellino del Biferno             | CB           |
| C175          | Castellino del Biferno             | CB           | 1964 | Cambia Regione                  |                                    | CB Molise    |
| C192          | Castellone al Volturno             | TdL Campania | 1861 | Cambia Provincia e Regione a    |                                    | CB           |
| C192          | Castellone al Volturno             | CB           | 1928 | Aggregato al Nuovo Com. di      | Castel San Vincenzo                | CB           |
| C192          | Castellone al Volturno             | CB           | 1964 | Cambia Regione Post Mortem      |                                    | CB Molise    |
| C197          | Castelluccio Acqua Borrana         | CB           | 1883 | Cambia denominazione in         | Castelmauro                        | CB           |
| C197          | Castelmauro                        | CB           | 1964 | Cambia Regione                  |                                    | CB Molise    |
| C200          | Castelluccio in Verrino            | CB           | 1891 | Cambia denominazione in         | Verrino                            | CB           |
| C200          | Verrino                            | CB           | 1893 | Cambia denominazione in         | Castelverrino                      | CB           |
| C200          | Castelverrino                      | CB           | 1928 | Aggregato al Com. di            | Pietrabbondante                    | CB           |
| C200          | Castelverrino                      | CB           | 1946 | Ristaccato dal Com. di          | Pietrabbondante                    | CB           |
| C200          | Castelverrino                      | CB           | 1964 | Cambia Regione                  |                                    | CB Molise    |
| C245          | Castelpagano                       | CB           | 1861 | Cambia Provincia e Regione a    |                                    | BN Campania  |
| C246          | Castelpetroso                      | CB           | 1964 | Cambia Regione                  |                                    | CB Molise    |
| C247          | Castelpizzuto                      | CB           | 1964 | Cambia Regione                  |                                    | CB Molise    |
| C268          | Castel Sant'Angelo                 | AQ           | 1927 | Cambia Provincia e Regione a    |                                    | RI Lazio     |
| C270          | Castel San Vincenzo                | TdL Campania | 1861 | Cambia Regione Ante Nascitam    |                                    | CB           |
| C270          | Castel San Vincenzo                | CB           | 1964 | Cambia Regione                  |                                    | CB Molise    |
| C278          | Castelvecchio Calvisio             | AQ           | 1906 | Staccato dal Com. di            | Carapelle Calvisio                 | AQ           |
| C284          | Castelvetere                       | CB           | 1861 | Cambia Provincia e Regione a    |                                    | BN Campania  |
| C298          | Castiglione                        | CH           | 1863 | Cambia denominazione in         | Castiglione Messer Marino          | CH           |
| C308          | Castiglione Alla Pescara           | TE           | 1863 | Cambia denominazione in         | Castiglione a Casauria             | TE           |
| C308          | Castiglione a Casauria             | TE           | 1927 | Cambia Provincia a              |                                    | PE           |
| C311          | Castiglione della Valle            | TE           | 1928 | Cambia denominazione in         | Colledara                          | TE           |
| C346          | Castropignano                      | CB           | 1964 | Cambia Regione                  |                                    | CB Molise    |
| C354          | Catignano                          | TE           | 1927 | Cambia Provincia a              |                                    | PE           |
| C428          | Celenza                            | CH           | 1863 | Cambia denominazione in         | Celenza sul Frigno                 | CH           |
| C428          | Celenza Sul Frigno                 | CH           | 1864 | Cambia denominazione in         | Celenza sul Trigno                 | CH           |
| C449          | Cellino                            | TE           | 1863 | Cambia denominazione in         | Cellino Attanasio                  | TE           |
| C474          | Cepagatti                          | TE           | 1927 | Cambia Provincia a              |                                    | PE           |
| C486          | Cercemaggiore                      | CB           | 1861 | Cambia Provincia e Regione a    |                                    | BN Campania  |
| C486          | Cercemaggiore                      | BN Campania  | 1927 | Cambia Provincia e Regione a    |                                    | CB           |
| C486          | Cercemaggiore                      | CB           | 1964 | Cambia Regione                  |                                    | CB Molise    |
| C488          | Cercepiccola                       | CB           | 1964 | Cambia Regione                  |                                    | CB Molise    |
| C534          | Cerro                              | TdL Campania | 1861 | Cambia Provincia e Regione a    |                                    | CB           |
| C534          | Cerro                              | CB           | 1863 | Cambia denominazione in         | Cerro al Volturno                  | CB           |
| C534          | Cerro al Volturno                  | CB           | 1964 | Cambia Regione                  |                                    | CB Molise    |
| C620          | Chiauci                            | CB           | 1927 | Aggregato al Com. di            | Pescolanciano                      | CB           |
| C620          | Chiauci                            | CB           | 1935 | Ristaccato dal Com. di          | Pescolanciano                      | CB           |
| C620          | Chiauci                            | CB           | 1964 | Cambia Regione                  |                                    | CB Molise    |
| C716          | Ciorlano                           | TdL Campania | 1927 | Cambia Provincia e Regione a    |                                    | CB           |
| C716          | Ciorlano                           | CB           | 1945 | Cambia Provincia e Regione a    |                                    | CE Campania  |
| C719          | Circello                           | CB           | 1861 | Cambia Provincia e Regione a    |                                    | BN Campania  |
| C746          | Cittaducale                        | AQ           | 1927 | Cambia Provincia e Regione a    |                                    | RI Lazio     |
| C749          | Cittareale                         | AQ           | 1927 | Cambia Provincia e Regione a    |                                    | RI Lazio     |
| C750          | Città Sant'Angelo                  | TE           | 1927 | Cambia Provincia a              |                                    | PE           |
| C764          | Civitacampomarano                  | CB           | 1964 | Cambia Regione                  |                                    | CB Molise    |
| C769          | Civitanova                         | CB           | 1864 | Cambia denominazione in         | Civitanova del Sannio              | CB           |
| C769          | Civitanova del Sannio              | CB           | 1964 | Cambia Regione                  |                                    | CB Molise    |
| C771          | Civitaquana                        | TE           | 1927 | Cambia Provincia a              |                                    | PE           |
| C772          | Civitavecchia                      | CB           | 1875 | Cambia denominazione in         | Duronia                            | CB           |
| C772          | Duronia                            | CB           | 1964 | Cambia Regione                  |                                    | CB Molise    |
| C776          | Civitella                          | CH           | 1863 | Cambia denominazione in         | Civitella Messer Raimondo          | CH           |
| C779          | Civitella Casanova                 | TE           | 1927 | Cambia Provincia a              |                                    | PE           |
| C846          | Colle                              | CB           | 1861 | Cambia Provincia e Regione a    |                                    | BN Campania  |
| C853          | Collecorvino                       | TE           | 1927 | Cambia Provincia a              |                                    | PE           |
| C854          | Colle d'Anchise                    | CB           | 1928 | Aggregato al Com. di            | Bojano                             | CB           |
| C854          | Colle d'Anchise                    | CB           | 1946 | Ristaccato dal Com. di          | Bojano                             | CB           |
| C854          | Colle d'Anchise                    | CB           | 1964 | Cambia Regione                  |                                    | CB Molise    |
| C875          | Colletorto                         | CB           | 1964 | Cambia Regione                  |                                    | CB Molise    |
| C878          | Colli                              | TdL Campania | 1861 | Cambia Provincia e Regione a    |                                    | CB           |
| C878          | Colli                              | CB           | 1863 | Cambia denominazione in         | Colli a Volturno                   | CB           |
| C878          | Colli a Volturno                   | CB           | 1964 | Cambia Regione                  |                                    | CB Molise    |
| C941          | Conca Casale                       | TdL Campania | 1861 | Cambia Regione Ante Nascitam    |                                    | CB           |
| C941          | Conca Casale                       | CB           | 1911 | Staccato dal Com. di            | Pozzilli                           | CB           |
| C941          | Conca Casale                       | CB           | 1927 | Aggregato al Com. di            | Venafro                            | CB           |
| C941          | Conca Casale                       | CB           | 1937 | Ristaccato dal Com. di          | Venafro                            | CB           |
| C941          | Conca Casale                       | CB           | 1964 | Cambia Regione                  |                                    | CB Molise    |
| C999          | Pentima                            | AQ           | 1928 | Cambia denominazione in         | Corfinio                           | AQ           |
| D078          | Corvara                            | TE           | 1927 | Cambia Provincia a              |                                    | PE           |
| D201          | Cugnoli                            | TE           | 1927 | Cambia Provincia a              |                                    | PE           |
| D394          | Elice                              | TE           | 1927 | Cambia Provincia a              |                                    | PE           |
| D465          | Fagnano                            | AQ           | 1863 | Cambia denominazione in         | Fagnano Alto                       | AQ           |
| D479          | Fallascoso                         | CH           | 1928 | Aggregato al Com. di            | Torricella Peligna                 | CH           |
| D480          | Fallo                              | CH           | 1928 | Aggregato al Com. di            | Civitaluparella                    | CH           |
| D480          | Fallo                              | CH           | 1964 | Ristaccato dal Com. di          | Civitaluparella                    | CH           |
| D501          | Farindola                          | TE           | 1927 | Cambia Provincia a              |                                    | PE           |
| D550          | Ferrazzano                         | CB           | 1928 | Aggregato al Com. di            | Campobasso                         | CB           |
| D550          | Ferrazzano                         | CB           | 1947 | Ristaccato dal Com. di          | Campobasso                         | CB           |
| D550          | Ferrazzano                         | CB           | 1964 | Cambia Regione                  |                                    | CB Molise    |
| D560          | Fiamignano                         | AQ           | 1927 | Cambia Provincia e Regione a    |                                    | RI Lazio     |
| D595          | Filignano                          | TdL Campania | 1861 | Cambia Provincia e Regione a    |                                    | CB           |
| D595          | Filignano                          | CB           | 1964 | Cambia Regione                  |                                    | CB Molise    |
| D650          | Foiano                             | CB           | 1861 | Cambia Provincia e Regione a    |                                    | BN Campania  |
| D683          | Fontegreca                         | TdL Campania | 1927 | Cambia Provincia e Regione a    |                                    | CB           |
| D683          | Fontegreca                         | CB           | 1945 | Cambia Provincia e Regione a    |                                    | CE Campania  |
| D690          | Forcabobolina                      | CH           | 1894 | Cambia denominazione in         | San Giovanni Teatino               | CH           |
| D703          | Forlì                              | CB           | 1863 | Cambia denominazione in         | Forlì del Sannio                   | CB           |
| D703          | Forlì del Sannio                   | CB           | 1964 | Cambia Regione                  |                                    | CB Molise    |
| D715          | Fornelli                           | CB           | 1964 | Cambia Regione                  |                                    | CB Molise    |
| D737          | Fossaceca                          | CB           | 1863 | Cambia denominazione in         | Fossalto                           | CB           |
| D737          | Fossalto                           | CB           | 1964 | Cambia Regione                  |                                    | CB Molise    |
| D738          | Fossaceca                          | CH           | 1863 | Cambia denominazione in         | Fossacesia                         | CH           |
| D763          | Francavilla                        | CH           | 1863 | Cambia denominazione in         | Francavilla al Mare                | CH           |
| D811          | Frosolone                          | CB           | 1964 | Cambia Regione                  |                                    | CB Molise    |
| D850          | Gagliano                           | AQ           | 1864 | Cambia denominazione in         | Gagliano Aterno                    | AQ           |
| D884          | Gallo                              | TdL Campania | 1927 | Cambia Provincia e Regione a    |                                    | CB           |
| D884          | Gallo                              | CB           | 1945 | Cambia Provincia e Regione a    |                                    | CE Campania  |
| D896          | Gambatesa                          | CB           | 1964 | Cambia Regione                  |                                    | CB Molise    |
| E030          | Gildone                            | CB           | 1964 | Cambia Regione                  |                                    | CB Molise    |
| E040          | Gioia                              | AQ           | 1863 | Cambia denominazione in         | Gioia dei Marsi                    | AQ           |
| E056          | Giuliano                           | CH           | 1863 | Cambia denominazione in         | Giuliano Teatino                   | CH           |
| E097          | Goriano Valli                      | AQ           | 1889 | Cambia denominazione in         | Molina Aterno                      | AQ           |
| E244          | Guardialfiera                      | CB           | 1964 | Cambia Regione                  |                                    | CB Molise    |
| E248          | Guardiaregia                       | CB           | 1964 | Cambia Regione                  |                                    | CB Molise    |
| E259          | Guglionesi                         | CB           | 1964 | Cambia Regione                  |                                    | CB Molise    |
| E335          | Isernia                            | CB           | 1964 | Cambia Regione                  |                                    | CB Molise    |
| E343          | Isola                              | TE           | 1863 | Cambia denominazione in         | Isola del Gran Sasso d'Italia      | TE           |
| E372          | Vasto                              | CH           | 1938 | Cambia denominazione in         | Istonio                            | CH           |
| E372          | Istonio                            | CH           | 1944 | Cambia denominazione in         | Vasto                              | CH           |
| E381          | Jelsi                              | CB           | 1964 | Cambia Regione                  |                                    | CB Molise    |
| E424          | Lama                               | CH           | 1863 | Cambia denominazione in         | Lama dei Peligni                   | CH           |
| E456          | Larino                             | CB           | 1964 | Cambia Regione                  |                                    | CB Molise    |
| E505          | Lecce                              | AQ           | 1863 | Cambia denominazione in         | Lecce nei Marsi                    | AQ           |
| E535          | Leonessa                           | AQ           | 1927 | Cambia Provincia e Regione a    |                                    | RI Lazio     |
| E554          | Letino                             | TdL Campania | 1927 | Cambia Provincia e Regione a    |                                    | CB           |
| E554          | Letino                             | CB           | 1945 | Cambia Provincia e Regione a    |                                    | CE Campania  |
| E558          | Lettomanoppello                    | CH           | 1927 | Cambia Provincia a              |                                    | PE           |
| E559          | Lettopalena                        | CH           | 1928 | Aggregato al Com. di            | Palena                             | CH           |
| E559          | Lettopalena                        | CH           | 1947 | Ristaccato dal Com. di          | Palena                             | CH           |
| E599          | Limosano                           | CB           | 1964 | Cambia Regione                  |                                    | CB Molise    |
| E669          | Longano                            | CB           | 1928 | Aggregato al Com. di            | Isernia                            | CB           |
| E669          | Longano                            | CB           | 1934 | Ristaccato dal Com. di          | Isernia                            | CB           |
| E669          | Longano                            | CB           | 1964 | Cambia Regione                  |                                    | CB Molise    |
| E691          | Loreto                             | TE           | 1863 | Cambia denominazione in         | Loreto Aprutino                    | TE           |
| E691          | Loreto Aprutino                    | TE           | 1927 | Cambia Provincia a              |                                    | PE           |
| E722          | Lucito                             | CB           | 1964 | Cambia Regione                  |                                    | CB Molise    |
| E723          | Luco                               | AQ           | 1863 | Cambia denominazione in         | Luco dei Marsi                     | AQ           |
| E724          | Lucoli                             | AQ           | 1927 | Aggregato al Com. di            | L'Aquila                           | AQ           |
| E724          | Lucoli                             | AQ           | 1947 | Ristaccato dal Com. di          | L'Aquila                           | AQ           |
| E728          | Lugnano                            | AQ           | 1863 | Cambia denominazione in         | Lugnano di Villa Troiana           | AQ           |
| E728          | Lugnano di Villa Troiana           | AQ           | 1927 | Cambia Provincia e Regione a    |                                    | RI Lazio     |
| E748          | Lupara                             | CB           | 1964 | Cambia Regione                  |                                    | CB Molise    |
| E778          | Macchia d'Isernia                  | CB           | 1928 | Aggregato al Com. di            | Isernia                            | CB           |
| E778          | Macchia d'Isernia                  | CB           | 1937 | Ristaccato dal Com. di          | Isernia                            | CB           |
| E778          | Macchia d'Isernia                  | CB           | 1964 | Cambia Regione                  |                                    | CB Molise    |
| E779          | Macchiagodena                      | CB           | 1964 | Cambia Regione                  |                                    | CB Molise    |
| E780          | Macchia Valfortore                 | CB           | 1928 | Aggregato al Com. di            | Sant'Elia a Pianisi                | CB           |
| E780          | Macchia Valfortore                 | CB           | 1946 | Ristaccato dal Com. di          | Sant'Elia a Pianisi                | CB           |
| E780          | Macchia Valfortore                 | CB           | 1964 | Cambia Regione                  |                                    | CB Molise    |
| E799          | Ripalda                            | CB           | 1894 | Cambia denominazione in         | Ripalta Sul Trigno                 | CB           |
| E799          | Ripalta Sul Trigno                 | CB           | 1903 | Cambia denominazione in         | Mafalda                            | CB           |
| E799          | Mafalda                            | CB           | 1964 | Cambia Regione                  |                                    | CB Molise    |
| E811          | Magliano                           | AQ           | 1864 | Cambia denominazione in         | Magliano de' Marsi                 | AQ           |
| E892          | Manoppello                         | CH           | 1927 | Cambia Provincia a              |                                    | PE           |
| E989          | Martinsicuro                       | TE           | 1963 | Staccato dal Com. di            | Colonnella                         | TE           |
| F022          | Massa                              | AQ           | 1863 | Cambia denominazione in         | Massa d'Albe                       | AQ           |
| F055          | Matrice                            | CB           | 1964 | Cambia Regione                  |                                    | CB Molise    |
| F193          | Micigliano                         | AQ           | 1927 | Cambia Provincia e Regione a    |                                    | RI Lazio     |
| F233          | Mirabello                          | CB           | 1863 | Cambia denominazione in         | Mirabello Sannitico                | CB           |
| F233          | Mirabello Sannitico                | CB           | 1928 | Aggregato al Com. di            | Campobasso                         | CB           |
| F233          | Mirabello Sannitico                | CB           | 1947 | Ristaccato dal Com. di          | Campobasso                         | CB           |
| F233          | Mirabello Sannitico                | CB           | 1964 | Cambia Regione                  |                                    | CB Molise    |
| F239          | Miranda                            | CB           | 1928 | Aggregato al Com. di            | Isernia                            | CB           |
| F239          | Miranda                            | CB           | 1937 | Ristaccato dal Com. di          | Isernia                            | CB           |
| F239          | Miranda                            | CB           | 1964 | Cambia Regione                  |                                    | CB Molise    |
| F294          | Molise                             | CB           | 1964 | Cambia Regione                  |                                    | CB Molise    |
| F322          | Monacilioni                        | CB           | 1964 | Cambia Regione                  |                                    | CB Molise    |
| F391          | Montagano                          | CB           | 1964 | Cambia Regione                  |                                    | CB Molise    |
| F429          | Montaquila                         | TdL Campania | 1861 | Cambia Provincia e Regione a    |                                    | CB           |
| F429          | Montaquila                         | CB           | 1964 | Cambia Regione                  |                                    | CB Molise    |
| F441          | Montebello                         | TE           | 1863 | Cambia denominazione in         | Montebello di Bertona              | TE           |
| F441          | Montebello di Bertona              | TE           | 1927 | Cambia Provincia a              |                                    | PE           |
| F475          | Montecilfone                       | CB           | 1964 | Cambia Regione                  |                                    | CB Molise    |
| F495          | Montefalcone                       | CB           | 1863 | Cambia denominazione in         | Montefalcone nel Sannio            | CB           |
| F495          | Montefalcone nel Sannio            | CB           | 1964 | Cambia Regione                  |                                    | CB Molise    |
| F498          | Monteferrante                      | CH           | 1928 | Aggregato al Com. di            | Colledimezzo                       | CH           |
| F498          | Monteferrante                      | CH           | 1933 | Ristaccato dal Com. di          | Colledimezzo                       | CH           |
| F500          | Montesecco                         | TE           | 1863 | Cambia denominazione in         | Montefino                          | TE           |
| F535          | Montelapiano                       | CH           | 1928 | Aggregato al Com. di            | Villa Santa Maria                  | CH           |
| F535          | Montelapiano                       | CH           | 1947 | Ristaccato dal Com. di          | Villa Santa Maria                  | CH           |
| F548          | Montelongo                         | CB           | 1964 | Cambia Regione                  |                                    | CB Molise    |
| F569          | Montemitro                         | CB           | 1901 | Staccato dal Com. di            | San Felice del Molise              | CB           |
| F569          | Montemitro                         | CB           | 1964 | Cambia Regione                  |                                    | CB Molise    |
| F576          | Montenero di Bisaccia              | CB           | 1964 | Cambia Regione                  |                                    | CB Molise    |
| F580          | Montenero Val Cocchiara            | CB           | 1964 | Cambia Regione                  |                                    | CB Molise    |
| F585          | Montepagano                        | TE           | 1927 | Cambia denominazione in         | Roseto degli Abruzzi               | TE           |
| F601          | Monteroduni                        | CB           | 1964 | Cambia Regione                  |                                    | CB Molise    |
| F646          | Montesilvano                       | TE           | 1927 | Cambia Provincia a              |                                    | PE           |
| F647          | Montesilvano Marina                | TE           | 1922 | Staccato dal Com. di            | Montesilvano                       | TE           |
| F647          | Montesilvano Marina                | TE           | 1927 | Cambia Provincia a              |                                    | PE           |
| F647          | Montesilvano Marina                | PE           | 1928 | Aggregato al Com. di            | Montesilvano                       | PE           |
| F689          | Montorio                           | CB           | 1864 | Cambia denominazione in         | Montorio nei Frentani              | CB           |
| F689          | Montorio nei Frentani              | CB           | 1964 | Cambia Regione                  |                                    | CB Molise    |
| F690          | Montorio                           | TE           | 1863 | Cambia denominazione in         | Montorio al Vomano                 | TE           |
| F717          | Morcone                            | CB           | 1861 | Cambia Provincia e Regione a    |                                    | BN Campania  |
| F747          | Morro                              | TE           | 1864 | Cambia denominazione in         | Morro d'Oro                        | TE           |
| F748          | Morrone                            | CB           | 1863 | Cambia denominazione in         | Morrone del Sannio                 | CB           |
| F748          | Morrone del Sannio                 | CB           | 1964 | Cambia Regione                  |                                    | CB Molise    |
| F764          | Mosciano                           | TE           | 1863 | Cambia denominazione in         | Mosciano Sant'Angelo               | TE           |
| F765          | Moscufo                            | TE           | 1927 | Cambia Provincia a              |                                    | PE           |
| F823          | Musellaro                          | CH           | 1927 | Cambia Provincia a              |                                    | PE           |
| F823          | Musellaro                          | PE           | 1928 | Aggregato al Com. di            | Bolognano                          | PE           |
| F831          | Mutignano                          | TE           | 1927 | Aggregato al Com. di            | Atri                               | TE           |
| F831          | Mutignano                          | TE           | 1929 | Cambia denominazione in         | Pineto                             | TE           |
| F831          | Pineto                             | TE           | 1929 | Ristaccato dal Com. di          | Atri                               | TE           |
| F908          | Nocciano                           | TE           | 1927 | Cambia Provincia a              |                                    | PE           |
| G086          | Oratino                            | CB           | 1928 | Aggregato al Com. di            | Campobasso                         | CB           |
| G086          | Oratino                            | CB           | 1947 | Ristaccato dal Com. di          | Campobasso                         | CB           |
| G086          | Oratino                            | CB           | 1964 | Cambia Regione                  |                                    | CB Molise    |
| G102          | Oricola                            | AQ           | 1907 | Staccato dal Com. di            | Pereto                             | AQ           |
| G231          | Paganica                           | AQ           | 1927 | Aggregato al Com. di            | L'Aquila                           | AQ           |
| G257          | Palata                             | CB           | 1964 | Cambia Regione                  |                                    | CB Molise    |
| G438          | Penne                              | TE           | 1927 | Cambia Provincia a              |                                    | PE           |
| G482          | Pescara                            | CH           | 1927 | Cambia Provincia a              |                                    | PE           |
| G486          | Pesche                             | CB           | 1928 | Aggregato al Com. di            | Isernia                            | CB           |
| G486          | Pesche                             | CB           | 1937 | Ristaccato dal Com. di          | Isernia                            | CB           |
| G486          | Pesche                             | CB           | 1964 | Cambia Regione                  |                                    | CB Molise    |
| G495          | Pescolanciano                      | CB           | 1964 | Cambia Regione                  |                                    | CB Molise    |
| G497          | Pescopennataro                     | CB           | 1964 | Cambia Regione                  |                                    | CB Molise    |
| G498          | Pescorocchiano                     | AQ           | 1927 | Cambia Provincia e Regione a    |                                    | RI Lazio     |
| G499          | Pescosansonesco                    | TE           | 1927 | Cambia Provincia a              |                                    | PE           |
| G506          | Petacciato                         | CB           | 1923 | Staccato dal Com. di            | Guglionesi                         | CB           |
| G506          | Petacciato                         | CB           | 1964 | Cambia Regione                  |                                    | CB Molise    |
| G512          | Petrella                           | CB           | 1863 | Cambia denominazione in         | Petrella Tifernina                 | CB           |
| G512          | Petrella Tifernina                 | CB           | 1964 | Cambia Regione                  |                                    | CB Molise    |
| G513          | Petrella                           | AQ           | 1863 | Cambia denominazione in         | Petrella Salto                     | AQ           |
| G513          | Petrella Salto                     | AQ           | 1927 | Cambia Provincia e Regione a    |                                    | RI Lazio     |
| G523          | Pettorano                          | CB           | 1863 | Cambia denominazione in         | Pettoranello di Molise             | CB           |
| G523          | Pettoranello di Molise             | CB           | 1928 | Aggregato al Com. di            | Isernia                            | CB           |
| G523          | Pettoranello di Molise             | CB           | 1937 | Ristaccato dal Com. di          | Isernia                            | CB           |
| G523          | Pettoranello di Molise             | CB           | 1937 | Cambia denominazione in         | Pettoranello del Molise            | CB           |
| G523          | Pettoranello del Molise            | CB           | 1964 | Cambia Regione                  |                                    | CB Molise    |
| G524          | Pettorano                          | AQ           | 1863 | Cambia denominazione in         | Pettorano sul Gizio                | AQ           |
| G555          | Pianella                           | TE           | 1927 | Cambia Provincia a              |                                    | PE           |
| G589          | Picciano                           | TE           | 1927 | Cambia Provincia a              |                                    | PE           |
| G606          | Pietrabbondante                    | CB           | 1964 | Cambia Regione                  |                                    | CB Molise    |
| G609          | Pietracatella                      | CB           | 1964 | Cambia Regione                  |                                    | CB Molise    |
| G610          | Pietracupa                         | CB           | 1964 | Cambia Regione                  |                                    | CB Molise    |
| G613          | Pietraferrazzana                   | CH           | 1928 | Aggregato al Com. di            | Colledimezzo                       | CH           |
| G613          | Pietraferrazzana                   | CH           | 1963 | Ristaccato dal Com. di          | Colledimezzo                       | CH           |
| G621          | Pietranico                         | TE           | 1927 | Cambia Provincia a              |                                    | PE           |
| G727          | Pizzone                            | TdL Campania | 1861 | Cambia Provincia e Regione a    |                                    | CB           |
| G727          | Pizzone                            | CB           | 1928 | Aggregato al Nuovo Com. di      | Castel San Vincenzo                | CB           |
| G727          | Pizzone                            | CB           | 1934 | Ristaccato dal Com. di          | Castel San Vincenzo                | CB           |
| G727          | Pizzone                            | CB           | 1964 | Cambia Regione                  |                                    | CB Molise    |
| G760          | Villarielli                        | CH           | 1911 | Cambia denominazione in         | Poggiofiorito                      | CH           |
| G827          | Ponte                              | CB           | 1861 | Cambia Regione Ante Nascitam    |                                    | BN Campania  |
| G848          | Pontelandolfo                      | CB           | 1861 | Cambia Provincia e Regione a    |                                    | BN Campania  |
| G878          | Popoli                             | AQ           | 1927 | Cambia Provincia a              |                                    | PE           |
| G878          | Popoli                             | PE           | 2023 | Cambia denominazione in         | Popoli Terme                       | PE           |
| G910          | Portocannone                       | CB           | 1964 | Cambia Regione                  |                                    | CB Molise    |
| G934          | Posta                              | AQ           | 1927 | Cambia Provincia e Regione a    |                                    | RI Lazio     |
| G954          | Pozzilli                           | TdL Campania | 1861 | Cambia Provincia e Regione a    |                                    | CB           |
| G954          | Pozzilli                           | CB           | 1927 | Aggregato al Com. di            | Venafro                            | CB           |
| G954          | Pozzilli                           | CB           | 1937 | Ristaccato dal Com. di          | Venafro                            | CB           |
| G954          | Pozzilli                           | CB           | 1964 | Cambia Regione                  |                                    | CB Molise    |
| G991          | Prata Sannita                      | TdL Campania | 1927 | Cambia Provincia e Regione a    |                                    | CB           |
| G991          | Prata Sannita                      | CB           | 1945 | Cambia Provincia e Regione a    |                                    | CE Campania  |
| G992          | Prata                              | AQ           | 1863 | Cambia denominazione in         | Prata d'Ansidonia                  | AQ           |
| G995          | Pratella                           | TdL Campania | 1927 | Cambia Provincia e Regione a    |                                    | CB           |
| G995          | Pratella                           | CB           | 1945 | Cambia Provincia e Regione a    |                                    | CE Campania  |
| H007          | Pratola                            | AQ           | 1863 | Cambia denominazione in         | Pratola Peligna                    | AQ           |
| H045          | Presenzano                         | TdL Campania | 1861 | Cambia Provincia e Regione a    |                                    | CB           |
| H045          | Presenzano                         | CB           | 1878 | Cambia Provincia e Regione a    |                                    | TdL Campania |
| H053          | Preturo                            | AQ           | 1927 | Aggregato al Com. di            | L'Aquila                           | AQ           |
| H083          | Provvidenti                        | CB           | 1964 | Cambia Regione                  |                                    | CB Molise    |
| H227          | Reino                              | CB           | 1861 | Cambia Provincia e Regione a    |                                    | BN Campania  |
| H273          | Riccia                             | CB           | 1964 | Cambia Regione                  |                                    | CB Molise    |
| H308          | Rionero                            | CB           | 1864 | Cambia denominazione in         | Rionero Sannitico                  | CB           |
| H308          | Rionero Sannitico                  | CB           | 1964 | Cambia Regione                  |                                    | CB Molise    |
| H311          | Ripabottoni                        | CB           | 1964 | Cambia Regione                  |                                    | CB Molise    |
| H313          | Ripalimosano                       | CB           | 1964 | Cambia Regione                  |                                    | CB Molise    |
| H388          | Roccacaramanico                    | CH           | 1927 | Cambia Provincia a              |                                    | PE           |
| H388          | Roccacaramanico                    | PE           | 1928 | Aggregato al Com. di            | Sant'Eufemia a Maiella             | PE           |
| H399          | Rocca di Botte                     | AQ           | 1907 | Staccato dal Com. di            | Pereto                             | AQ           |
| H420          | Roccamandolfi                      | CB           | 1964 | Cambia Regione                  |                                    | CB Molise    |
| H425          | Roccamorice                        | CH           | 1927 | Cambia Provincia a              |                                    | PE           |
| H425          | Roccamorice                        | PE           | 1929 | Aggregato al Com. di            | San Valentino in Abruzzo Citeriore | PE           |
| H425          | Roccamorice                        | PE           | 1946 | Ristaccato dal Com. di          | San Valentino in Abruzzo Citeriore | PE           |
| H429          | Roccavalleoscura                   | AQ           | 1865 | Cambia denominazione in         | Rocca Pia                          | AQ           |
| H445          | Roccasicura                        | CB           | 1964 | Cambia Regione                  |                                    | CB Molise    |
| H454          | Roccavivara                        | CB           | 1964 | Cambia Regione                  |                                    | CB Molise    |
| H458          | Rocchetta                          | TdL Campania | 1861 | Cambia Provincia e Regione a    |                                    | CB           |
| H458          | Rocchetta                          | CB           | 1863 | Cambia denominazione in         | Rocchetta a Volturno               | CB           |
| H458          | Rocchetta a Volturno               | CB           | 1928 | Aggregato al Com. di            | Colli a Volturno                   | CB           |
| H458          | Rocchetta a Volturno               | CB           | 1934 | Ristaccato dal Com. di          | Colli a Volturno                   | CB           |
| H458          | Rocchetta a Volturno               | CB           | 1964 | Cambia Regione                  |                                    | CB Molise    |
| H496          | Roio                               | AQ           | 1863 | Cambia denominazione in         | Roio Piano                         | AQ           |
| H496          | Roio Piano                         | AQ           | 1927 | Aggregato al Com. di            | L'Aquila                           | AQ           |
| H562          | Rosciano                           | TE           | 1927 | Cambia Provincia a              |                                    | PE           |
| H589          | Rotello                            | CB           | 1964 | Cambia Regione                  |                                    | CB Molise    |
| H693          | Salcito                            | CB           | 1964 | Cambia Regione                  |                                    | CB Molise    |
| H715          | Salle                              | CH           | 1927 | Cambia Provincia a              |                                    | PE           |
| H772          | San Benedetto dei Marsi            | AQ           | 1945 | Staccato dal Com. di            | Pescina                            | AQ           |
| H773          | San Benedetto in Perillis          | AQ           | 1947 | Staccato dal Com. di            | Collepietro                        | AQ           |
| H782          | San Biase                          | CB           | 1964 | Cambia Regione                  |                                    | CB Molise    |
| H819          | San Demetrio                       | AQ           | 1863 | Cambia denominazione in         | San Demetrio ne' Vestini           | AQ           |
| H833          | San Felice                         | CB           | 1863 | Cambia denominazione in         | San Felice Slavo                   | CB           |
| H833          | San Felice Slavo                   | CB           | 1929 | Cambia denominazione in         | San Felice del Littorio            | CB           |
| H833          | San Felice del Littorio            | CB           | 1949 | Cambia denominazione in         | San Felice del Molise              | CB           |
| H833          | San Felice del Molise              | CB           | 1964 | Cambia Regione                  |                                    | CB Molise    |
| H867          | San Giacomo                        | CB           | 1864 | Cambia denominazione in         | San Giacomo degli Schiavoni        | CB           |
| H867          | San Giacomo degli Schiavoni        | CB           | 1928 | Aggregato al Com. di            | Termoli                            | CB           |
| H867          | San Giacomo degli Schiavoni        | CB           | 1946 | Ristaccato dal Com. di          | Termoli                            | CB           |
| H867          | San Giacomo degli Schiavoni        | CB           | 1964 | Cambia Regione                  |                                    | CB Molise    |
| H920          | San Giovanni in Galdo              | CB           | 1964 | Cambia Regione                  |                                    | CB Molise    |
| H928          | San Giuliano di Sepino             | CB           | 1863 | Cambia denominazione in         | San Giuliano del Sannio            | CB           |
| H928          | San Giuliano del Sannio            | CB           | 1964 | Cambia Regione                  |                                    | CB Molise    |
| H929          | San Giuliano di Puglia             | CB           | 1964 | Cambia Regione                  |                                    | CB Molise    |
| H973          | San Lupo                           | CB           | 1861 | Cambia Provincia e Regione a    |                                    | BN Campania  |
| H990          | San Martino                        | CB           | 1863 | Cambia denominazione in         | San Martino in Pensilis            | CB           |
| H990          | San Martino in Pensilis            | CB           | 1964 | Cambia Regione                  |                                    | CB Molise    |
| H991          | San Martino                        | CH           | 1864 | Cambia denominazione in         | San Martino sulla Marrucina        | CH           |
| I023          | San Massimo                        | CB           | 1964 | Cambia Regione                  |                                    | CB Molise    |
| I055          | San Nicandro                       | AQ           | 1863 | Cambia denominazione in         | San Nicandro d'Aquila              | AQ           |
| I055          | San Nicandro d'Aquila              | AQ           | 1864 | Aggregato al Com. di            | Prata d'Ansidonia                  | AQ           |
| I096          | San Pietro Avellana                | CB           | 1964 | Cambia Regione                  |                                    | CB Molise    |
| I122          | San Polo                           | CB           | 1864 | Cambia denominazione in         | Sanpolomatese                      | CB           |
| I122          | Sanpolomatese                      | CB           | 1964 | Cambia Regione                  |                                    | CB Molise    |
| I161          | San Silvestro                      | CH           | 1879 | Aggregato (in parte) al Com. di | Francavilla al Mare                | CH           |
| I161          | San Silvestro                      | CH           | 1879 | Aggregato (in parte) al Com. di | Pescara                            | CH           |
| I161          | San Silvestro                      | CH           | 1879 | Aggregato (in parte) al Com. di | San Giovanni Teatino               | CH           |
| I161          | San Silvestro                      | CH           | 1879 | Aggregato (in parte) al Com. di | Torrevecchia Teatina               | CH           |
| I179          | Santa Croce di Morcone             | CB           | 1861 | Cambia Provincia e Regione a    |                                    | BN Campania  |
| I181          | Santa Croce di Magliano            | CB           | 1964 | Cambia Regione                  |                                    | CB Molise    |
| I189          | Sant'Agapito                       | CB           | 1928 | Aggregato al Com. di            | Isernia                            | CB           |
| I189          | Sant'Agapito                       | CB           | 1934 | Ristaccato dal Com. di          | Isernia                            | CB           |
| I189          | Sant'Agapito                       | CB           | 1964 | Cambia Regione                  |                                    | CB Molise    |
| I238          | Sant'Angelo in Grotte              | CB           | 1958 | Cambia denominazione in         | Santa Maria del Molise             | CB           |
| I238          | Santa Maria del Molise             | CB           | 1964 | Cambia Regione                  |                                    | CB Molise    |
| I282          | Sant'Angelo del Pesco              | CB           | 1964 | Cambia Regione                  |                                    | CB Molise    |
| I289          | Sant'Angelo Limosano               | CB           | 1928 | Aggregato al Com. di            | Limosano                           | CB           |
| I289          | Sant'Angelo Limosano               | CB           | 1933 | Ristaccato dal Com. di          | Limosano                           | CB           |
| I289          | Sant'Angelo Limosano               | CB           | 1964 | Cambia Regione                  |                                    | CB Molise    |
| I318          | Sant'Egidio                        | TE           | 1863 | Cambia denominazione in         | Sant'Egidio alla Vibrata           | TE           |
| I320          | Sant'Elia                          | CB           | 1863 | Cambia denominazione in         | Sant'Elia a Pianisi                | CB           |
| I320          | Sant'Elia a Pianisi                | CB           | 1964 | Cambia Regione                  |                                    | CB Molise    |
| I332          | Sant'Eufemia                       | CH           | 1863 | Cambia denominazione in         | Sant'Eufemia a Maiella             | CH           |
| I332          | Sant'Eufemia a Maiella             | CH           | 1927 | Cambia Provincia a              |                                    | PE           |
| I335          | Sant'Eusanio                       | CH           | 1863 | Cambia denominazione in         | Sant'Eusanio del Sangro            | CH           |
| I336          | Sant'Eusanio                       | AQ           | 1863 | Cambia denominazione in         | Sant'Eusanio Forconese             | AQ           |
| I336          | Sant'Eusanio Forconese             | AQ           | 1929 | Aggregato al Com. di            | San Demetrio ne' Vestini           | AQ           |
| I336          | Sant'Eusanio Forconese             | AQ           | 1954 | Ristaccato dal Com. di          | San Demetrio ne' Vestini           | AQ           |
| I360          | Santo Stefano                      | AQ           | 1863 | Cambia denominazione in         | Santo Stefano di Sessanio          | AQ           |
| I376          | San Valentino                      | CH           | 1863 | Cambia denominazione in         | San Valentino in Abruzzo Citeriore | CH           |
| I376          | San Valentino in Abruzzo Citeriore | CH           | 1927 | Cambia Provincia a              |                                    | PE           |
| I387          | San Vincenzo                       | TdL Campania | 1861 | Cambia Provincia e Regione a    |                                    | CB           |
| I387          | San Vincenzo                       | CB           | 1863 | Cambia denominazione in         | San Vincenzo a Volturno            | CB           |
| I387          | San Vincenzo a Volturno            | CB           | 1928 | Aggregato al Nuovo Com. di      | Castel San Vincenzo                | CB           |
| I387          | San Vincenzo a Volturno            | CB           | 1964 | Cambia Regione Post Mortem      |                                    | CB Molise    |
| I389          | San Vincenzo                       | AQ           | 1864 | Cambia denominazione in         | San Vincenzo Valle Roveto          | AQ           |
| I394          | San Vito                           | CH           | 1863 | Cambia denominazione in         | San Vito Chietino                  | CH           |
| I450          | Sassa                              | AQ           | 1927 | Aggregato al Com. di            | L'Aquila                           | AQ           |
| I455          | Sassinoro                          | CB           | 1861 | Cambia Provincia e Regione a    |                                    | BN Campania  |
| I482          | Scafa                              | PE           | 1946 | Staccato dal Com. di            | San Valentino in Abruzzo Citeriore | PE           |
| I507          | Scapoli                            | TdL Campania | 1861 | Cambia Provincia e Regione a    |                                    | CB           |
| I507          | Scapoli                            | CB           | 1928 | Aggregato al Com. di            | Colli a Volturno                   | CB           |
| I507          | Scapoli                            | CB           | 1946 | Ristaccato dal Com. di          | Colli a Volturno                   | CB           |
| I507          | Scapoli                            | CB           | 1964 | Cambia Regione                  |                                    | CB Molise    |
| I526          | Schiavi                            | CH           | 1863 | Cambia denominazione in         | Schiavi di Abruzzo                 | CH           |
| I553          | Scurcola                           | AQ           | 1911 | Cambia denominazione in         | Scurcola Marsicana                 | AQ           |
| I618          | Sepino                             | CB           | 1964 | Cambia Regione                  |                                    | CB Molise    |
| I649          | Serramonacesca                     | CH           | 1927 | Cambia Provincia a              |                                    | PE           |
| I679          | Sessano                            | CB           | 1964 | Cambia Regione                  |                                    | CB Molise    |
| I682          | Sesto                              | TdL Campania | 1861 | Cambia Provincia e Regione a    |                                    | CB           |
| I682          | Sesto                              | CB           | 1863 | Cambia denominazione in         | Sesto Campano                      | CB           |
| I682          | Sesto Campano                      | CB           | 1927 | Aggregato al Com. di            | Venafro                            | CB           |
| I682          | Sesto Campano                      | CB           | 1937 | Ristaccato dal Com. di          | Venafro                            | CB           |
| I682          | Sesto Campano                      | CB           | 1964 | Cambia Regione                  |                                    | CB Molise    |
| I741          | Silvi                              | TE           | 1927 | Aggregato al Com. di            | Atri                               | TE           |
| I741          | Silvi                              | TE           | 1929 | Ristaccato dal Com. di          | Atri                               | TE           |
| I804          | Solmona                            | AQ           | 1902 | Cambia denominazione in         | Sulmona                            | AQ           |
| I910          | Spinete                            | CB           | 1964 | Cambia Regione                  |                                    | CB Molise    |
| I922          | Spoltore                           | TE           | 1927 | Cambia Provincia a              |                                    | PE           |
| I922          | Spoltore                           | PE           | 1928 | Aggregato al Com. di            | Pescara                            | PE           |
| I922          | Spoltore                           | PE           | 1947 | Ristaccato dal Com. di          | Pescara                            | PE           |
| L047          | Taranta                            | CH           | 1881 | Cambia denominazione in         | Taranta Peligna                    | CH           |
| L069          | Tavenna                            | CB           | 1964 | Cambia Regione                  |                                    | CB Molise    |
| L113          | Termoli                            | CB           | 1964 | Cambia Regione                  |                                    | CB Molise    |
| L173          | Tione                              | AQ           | 1928 | Cambia denominazione in         | Tione degli Abruzzi                | AQ           |
| L186          | Tocco                              | CH           | 1863 | Cambia denominazione in         | Tocco da Casauria                  | CH           |
| L186          | Tocco da Casauria                  | CH           | 1927 | Cambia Provincia a              |                                    | PE           |
| L207          | Torano                             | TE           | 1863 | Cambia denominazione in         | Torano Nuovo                       | TE           |
| L215          | Torella                            | CB           | 1863 | Cambia denominazione in         | Torella del Sannio                 | CB           |
| L215          | Torella del Sannio                 | CB           | 1964 | Cambia Regione                  |                                    | CB Molise    |
| L218          | Torino                             | CH           | 1863 | Cambia denominazione in         | Torino di Sangro                   | CH           |
| L230          | Toro                               | CB           | 1964 | Cambia Regione                  |                                    | CB Molise    |
| L263          | Torre de' Passeri                  | TE           | 1927 | Cambia Provincia a              |                                    | PE           |
| L284          | Torrevecchia                       | CH           | 1863 | Cambia denominazione in         | Torrevecchia Teatina               | CH           |
| L291          | Torricella                         | CH           | 1863 | Cambia denominazione in         | Torricella Peligna                 | CH           |
| L295          | Torricella                         | TE           | 1863 | Cambia denominazione in         | Torricella Sicura                  | TE           |
| L435          | Trivento                           | CB           | 1964 | Cambia Regione                  |                                    | CB Molise    |
| L458          | Tufara                             | CB           | 1964 | Cambia Regione                  |                                    | CB Molise    |
| L475          | Turrivalignani                     | CH           | 1927 | Cambia Provincia a              |                                    | PE           |
| L505          | Ururi                              | CB           | 1964 | Cambia Regione                  |                                    | CB Molise    |
| L619          | Valle San Giovanni                 | TE           | 1868 | Aggregato (in parte) al Com. di | Cortino                            | TE           |
| L619          | Valle San Giovanni                 | TE           | 1868 | Aggregato (in parte) al Com. di | Montorio al Vomano                 | TE           |
| L619          | Valle San Giovanni                 | TE           | 1868 | Aggregato (in parte) al Com. di | Torricella Sicura                  | TE           |
| L696          | Vastogirardi                       | CB           | 1964 | Cambia Regione                  |                                    | CB Molise    |
| L725          | Venafro                            | TdL Campania | 1861 | Cambia Provincia e Regione a    |                                    | CB           |
| L725          | Venafro                            | CB           | 1964 | Cambia Regione                  |                                    | CB Molise    |
| L846          | Vicoli                             | TE           | 1927 | Cambia Provincia a              |                                    | PE           |
| L922          | Villa Celiera                      | TE           | 1913 | Staccato dal Com. di            | Civitella Casanova                 | TE           |
| L922          | Villa Celiera                      | TE           | 1927 | Cambia Provincia a              |                                    | PE           |
| M021          | Villa Santa Lucia degli Abruzzi    | AQ           | 1910 | Staccato dal Com. di            | Ofena                              | AQ           |
| M023          | Villa Sant'Angelo                  | AQ           | 1929 | Aggregato al Com. di            | San Demetrio ne' Vestini           | AQ           |
| M023          | Villa Sant'Angelo                  | AQ           | 1954 | Ristaccato dal Com. di          | San Demetrio ne' Vestini           | AQ           |
| M057          | Vinchiaturo                        | CB           | 1964 | Cambia Regione                  |                                    | CB Molise    |